# Stanlio e Ollio - Le radici della comicità
Stanlio e Ollio - Le radici della comicità (Stan and Ollie - The Roots of Comedy) è un saggio scritto da Simon Louvish nel 2001 e pubblicato nel 2003 in Italia dalla Frassinelli. L'opera, che narra tutto grazie a fonti, testimonianze e fotografie la vita e le opere di Stanlio & Ollio, è suddivisa in tre parti, a loro volte frammentate in capitoletti.

## Parte prima: C'erano due volte...
Nella prima parte dell'opera, Louvish narra la nascita dei due grandi attori comici Stan Laurel e Oliver Hardy e le prime esperienze nella carriera cinematografica. Laurel nasce come Arthur Stanley Jefferson in Inghilterra nel 1890 da famiglia di attori teatrali (il padre è il noto Arthur Jefferson), e le prime esperienze la fa appunto in questo campo; successivamente decide di dedicarsi al cinema grazie alle sue conoscenze: Charlie Chaplin, Fred Karno e Larry Semon. Entrato in queste compagnie, Laurel dimostra un grande talento, purtroppo all'inizio poco ricompensato a causa della crisi, ma sempre coltivato dal futuro attore. Il primo film che Stan interpreta è Nuts in May nel 1918, di cui rimane solo uno spezzone di un minuto circa.
Oliver Norvell Hardy nasce invece in Georgia in America nel 1892 da una famiglia molto allargata e il suo primo orientamento artistico è la musica e il canto. Successivamente anche lui capisce la sua strada è la recitazione e così incomincia quattro anni prima dell'esordio di Laurel a interpretare a ritmo frenetico comiche in cui fa la parte o del cattivo o dell'innamorato.

## Parte seconda: I giorni della gloria
Divenuti già noti negli anni venti, Laurel e Hardy s'incontrano per la prima volta nel film Cane fortunato (The Lucky Dog) nel 1921, ma all'inizio il sentimento che provano l'uno per l'altro è solo semplice amicizia e non ancora rispetto e collaborazione. Tutto cambia con la firma di un contratto con il noto produttore Hal Roach che porta la coppia al successo mondiale, battezzandola come Stanlio e Ollio, il magro e il grasso, lo sciocco e il cretino totale, lo sfortunato e quello ancora più sfortunato. Tutto nasce da un curioso episodio: durante la lavorazione del film: Get 'Em Young Oliver si ustiona durante una scena e Stan, urlando per la rabbia e la preoccupazione, dato che era il regista, cade per terra imprecando e così Roach assume la coppia. Le comiche di Stanlio e Ollio iniziano ai tempi del muto dal 1927 e si concludono nel 1935 con il passaggio definitivo alla lavorazione di lungometraggi. Si tratta del periodo d'oro della coppia e spesso Laurel e Hardy vivono questi personaggi anche nella vita reale.

## Parte terza: il sentiero dei mimi solitari
Ormai affermatisi attori di qualità nell'interpretare Stanlio e Ollio, Laurel e Hardy, giunti alla lavorazione del film Noi siamo zingarelli (The Bohemian Girl) nel 1936, cominciano ad avere problemi sia con il produttore che con i familiari, in particolare le mogli: Stan si sposerà nella vita ben quattro volte, mentre Oliver solo due. Già licenziato una volta, Stan verrà ricacciato anche nel 1938 da Roach, per poi abbandonare definitivamente il contratto nel 1940, accordandosi con i produttori della Twentieth Century Fox. Questa nuova situazione coglie alla sprovvista i due attori che si ritrovano a combattere contro sceneggiatori, registi e produttori senza talento che non faranno altro che sfruttare la coppia fino all'ultima goccia per dare valore i loro film. La carriera di Laurel e Hardy si conclude nel 1951 con Atollo K, il peggiore di tutti i film fino ad allora girati con la Fox, anche se questa è una coproduzione europea. Stanlio ed Ollio decidono di ritirarsi dal grande schermo, compiendo tournée in Gran Bretagna, in Italia ed in America dai loro fans, fino a quando la salute non glielo impedirà per sempre. Hardy, ammalato a causa della mole smisurata, morirà per infarto nel 1957 e Laurel, ricevuto l'Oscar alla carriera nel 1961, morirà anche lui per infarto nel 1965.

## Epilogo
Qui Louvish narra la sorte degli amici, delle spalle e dei registi che hanno lavorato con Laurel e Hardy fino alla fine e poi elenca la filmografia dei due attori e la bibliografia.

## Edizione
- Simon Louvish, Stanlio e Ollio - Le radici delle comicità, Frasinelli 2003, ISBN 9788876847721